# SN 2002jy
SN 2002jy – supernowa typu Ia odkryta 17 grudnia 2002 roku w galaktyce NGC 477. W momencie odkrycia miała maksymalną jasność 16,30m.